# Armata przeciwlotnicza 3-calowa
Armata przeciwlotnicza 3-calowa (Ordnance, QF, 3-in, 20 cwt) – brytyjska armata przeciwlotnicza kalibru 76,2 mm. Weszła do służby w roku 1914, pierwsza armata przeciwlotnicza na świecie specjalnie zaprojektowana do tej roli, wcześniejsze konstrukcje były działami polowymi przystosowanymi do strzelania przeciwlotniczego.
Od momentu jej wejścia do służby była nieustanie modyfikowana i zmieniana, w 1939 w służbie było przynajmniej osiem różnych wersji tej armaty różniących się od siebie zamkami, lufami czy rodzajem podwozia. W momencie rozpoczęcia II wojny światowej była to już broń przestarzała, jednak wojska brytyjskie używały jej w czasie kampanii francuskiej, a wiele z tych, które wpadły w ręce niemieckie, weszło do służby Wehrmachtu jako 7,5 cm Flak Vickers (e).
Wielka Brytania przekazała 24 armaty tego typu dla Finlandii w czasie wojny zimowej, w armii fińskiej służyły jako 76 mm ItK/16 V, Vickers.